# Сухий газ
Сухи́й газ (рос. сухой газ (тощий газ), англ. dry gas,  residue gas; нім. trockenes Erdgas n, Trockengas n) — природний горючий газ з групи вуглеводневих, що характеризується різким переважанням у складі метану порівняно невисоким вмістом етану і низьким (до 1 %) важких вуглеводнів. До С.г. належать попутні гази нафтових родовищ, що зазнали окиснення, а також гази, що утворилися при вуглефікації органічних речовини гумусового типу. Азотно-метанові і азотні гази також можна віднести до цієї групи. Рідка фаза в «сухих газах» може утворитися тільки за рахунок конденсації водяної пари, оскільки «сухий газ» може містити воду. Єдиним винятком є скупчення азотних газів, які потрапляють в групу «сухий газ».
У промислових умовах сухий газ одержують шляхом очищення природного газу від важких вуглеводнів, водяної пари, сірководню, механічних домішок на установках комплексної підготовки газу і на газопереробних заводах.
Напередодні Першої світової війни було розвідане перше родовище сухого природного газу в районі села Дашава недалеко від Стрия (Львівщина), проте військові дії та формування нової мапи Європи не дали можливості розпочати розробку родовища. 